# Semarang (stad)

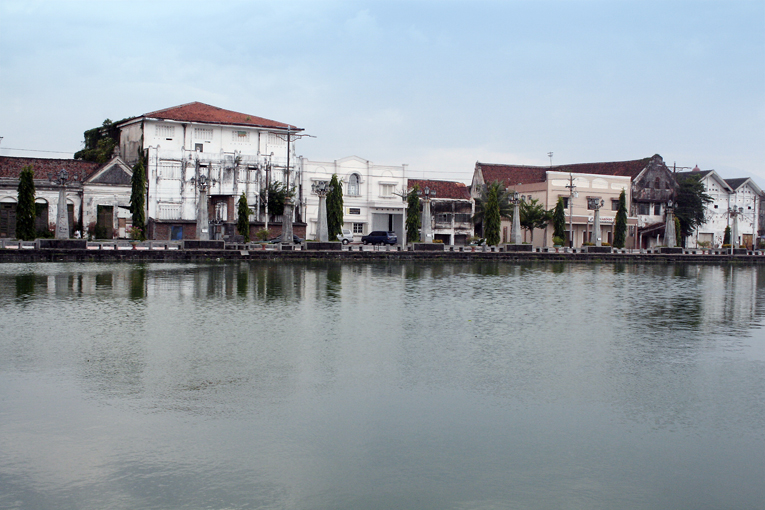
Tawang Polder achter het oude station

Semarang (oude spelwijze: Samarang) is een stad aan de noordkust van het Indonesische eiland Java. Het is de hoofdstad van de provincie Midden-Java (Jawa Tengah), heeft een oppervlakte van 373,67 km² en ongeveer 1,5 miljoen inwoners, waarmee het de 5e plaats inneemt op de lijst van grote steden in Indonesië. Semarang was een belangrijke haven tijdens de Nederlandse koloniale periode. De stad staat bekend om zijn grote Chinese bevolkingsgroep. De naam van de stad is ontstaan uit een samentrekking van de woorden asem (tamarinde) en arang (zelden). Haar bijnaam is "Kota Jamu" (De kruidendrankjesstad) vanwege de bekende fabrieken voor kruidendrankjes.

## Geschiedenis
De historie van Semarang gaat terug tot de 9e eeuw, toen stond het bekend als Bergota. Aan het einde van de 15e eeuw stichtte een Arabier genaamd Kyai Pandan Arang een dorp en een islamitische school in dit vissersplaatsje. Op 2 mei 1547 verklaarde sultan Hadiwijaya van Pajang Kyai Pandan Arang tot de eerste bupati (burgemeester) van Semarang, waarmee cultureel en politiek gezien Semarang ontstond.
In 1678 droeg susuhunan Amangkurat II van Mataram de controle over Semarang over aan de Verenigde Oostindische Compagnie (VOC) als een onderdeel van een afbetaling van een lening. In 1682 werd de staat Semarang opgericht door de Nederlandse koloniale bewindvoerders. Op 5 oktober 1705, na jaren van bezetting, werd Semarang officieel een VOC-stad, toen susuhunan Pakubuwono I een overeenkomst met de VOC sloot in ruil voor de kwijtschelding van Matarams schulden. Het werd in 1708 tevens de hoofdstad van Midden-Java. De VOC en later de Nederlands Oost-Indische overheid creëerden tabaksplantages in de regio en legden wegen en spoorwegen aan, waardoor Semarang een belangrijk koloniaal handelscentrum werd. 
In 1867 vertrok de allereerste trein in Indonesië vanuit Semarang.
De Japanners bezetten de stad, net als de rest van Java, tijdens de Tweede Wereldoorlog in de strijd om de Grote Oceaan. Gedurende de bezetting werd Semarang bestuurd door een militair gouverneur genaamd Shico en twee vicegouverneurs waarvan een van Japanse en een van lokale komaf.
Na de Indonesische onafhankelijkheid in 1945 werd Semarang de hoofdstad van de provincie Midden-Java.

## Bestuur
De stad bestaat uit een benedenstad en een koelere (luxere) bovenstad in de heuvels.

### Burgemeesters
Tot 1916 werd het bestuur van Semarang voorgezeten door een assistent-resident. Na 1916 stond aan het hoofd van de stad een walikota (burgemeester).
Nederlands-Indische tijd
- D. de Iongh (1916-1927)
- A. Bagchus (1928-1935)
- H.E. Boissevain (1936-1942)

Indonesische tijd
1. Moch. lchsan
2. Koesoebiyono (1949 - 1 juli 1951)
3. Hadisoebeno Sosrowardoyo (1 juli 1951 - 1 januari 1958)
4. Abdulmadjid Djojoadiningrat (7 januari 1958 - 1 januari 1960)
5. Soebagyono Tjondrokoesoemo (1 januari 1961 - 26 april 1964)
6. Wuryanto (25 april 1964 - 1 september 1966)
7. Soeparno (1 september 1966 - 6 maart 1967)
8. Warsito Soegiarto (6 maart 1967 - 2 januari 1973)
9. Hadijanto (2 januari 1973 - 15 januari 1980)
10. Soeparto Tjakrajoeda (15 januari 1980 - 19 januari 1990)
11. Soetrisno Suharto (19 januari 1990 - 19 januari 2000)
12. Sukawi Sutarip (19 januari 2000 - heden)

### Districten

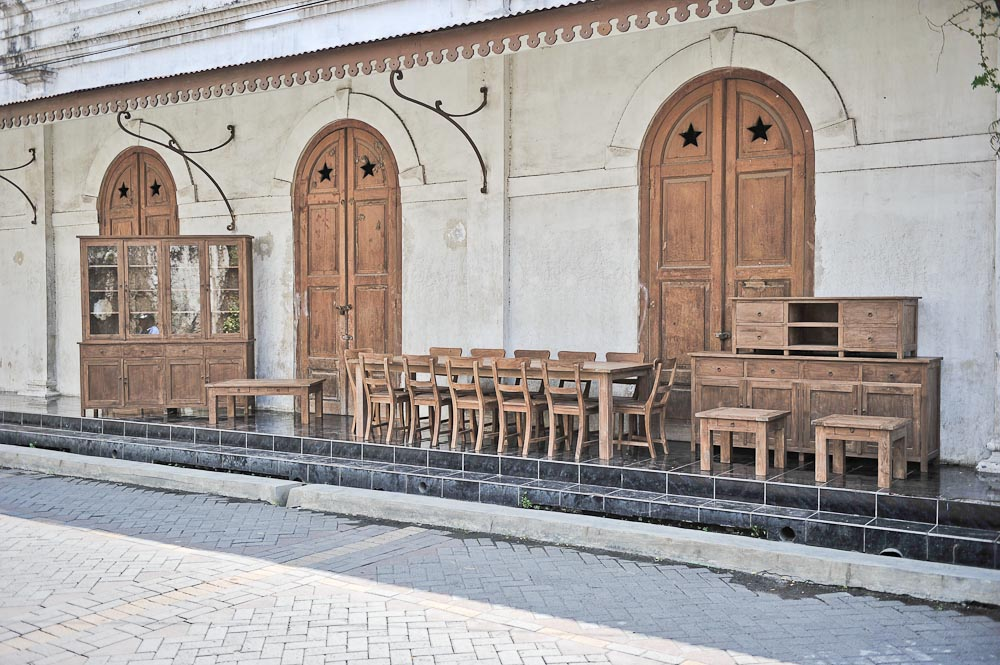
Indonesische teakmeubelen in het centrum van Semarang

De stad Semarang bestaat uit 16 districten (kecamatan) en 177 subdistricten (kelurahan). Hieronder volgt een lijst van de districten:
1. Semarang Tengah
2. Semarang Utara
3. Semarang Timur
4. Gayamsari
5. Genuk
6. Pedurungan
7. Semarang Selatan
8. Candisari
9. Gajahmungkur
10. Tembalang
11. Banyumanik
12. Gunung Pati
13. Semarang Barat
14. Ngaliyan
15. Mijen
16. Tugu

## Geografie
Semarang is gelegen aan de noordkust van Java. Het noordelijk deel van de stad (Kota Lama of De oude stad) ligt in een vlakte aan de zee, het zuidelijke en koelere deel (Candi Baru of De Nieuwe Tempel) is gelegen in de heuvels richting de stad Ungaran.

## Bevolking
De bevolking is hoofdzakelijk van Javaanse komaf, daarnaast is er een grote Chinese minderheid. De talen die het meest gesproken worden zijn Bahasa Indonesia en Javaans.

## Onderwijs
Semarang heeft een aantal universiteiten:
- Universitas Diponegoro
- Akademi Kepolisian (Nationale Politie Academie)
- Universitas Sultan Agung
- Universitas Tujuh Belas Agustus
- Institut Agama Islam Negeri
- Universitas Katolik (Unika) Soegijapranata

## Toerisme

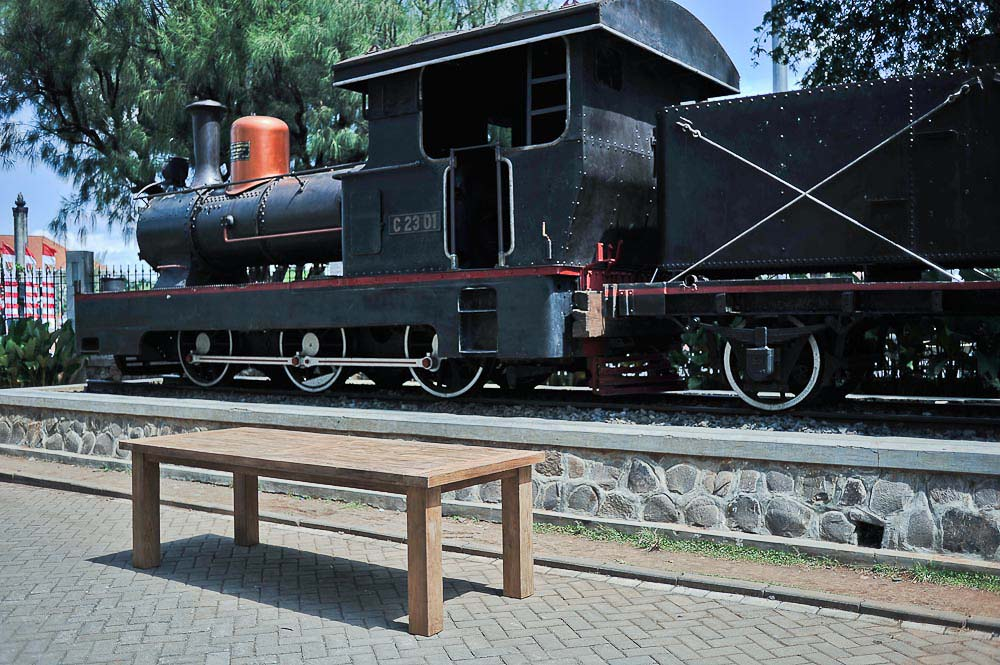
Oude locomotief naast het Lawang Sewu

Enkele interessante plaatsen in en bij Semarang:
- Tugu Muda (monument ter nagedachtenis aan alle jongeren die gestorven zijn tijdens de onafhankelijkheidsoorlog)
- Lawang Sewu (Duizend poorten, voormalig hoofdkantoor van de Nederlands-Indische Spoorwegen)
- Simpang Lima: een grote rotonde met 5 kruispunten met in het midden een park. Er staan veel malls (Citraland, Mata Hari)
- Gedung Batu / Klenteng Sam Po Kong: grote Chinese tempel
- Nyonya Meneer + Jamu Jago (Jamu fabrieken)
- Spoorwegmuseum Ambarawa (uur rijden vanaf Semarang)
- Losari koffieplantage (anderhalf uur rijden vanaf Semarang)

## Geboren in Semarang
- Louis van Oosterzee (1859-1918), Nederlands ambtenaar
- Willem Einthoven (1860-1927), Nederlands arts en Nobelprijswinnaar (1924)
- Louis Westenenk, (1870-Wassenaar 1930), diplomaat, taalkundige, bestuursambtenaar en ridder in de Militaire Willems-Orde
- Cornelia Johanna Jacoba Cohen Stuart (1881-1964), Nederlands-Indisch arts
- Ton Barge (1884–Leiden 1952), medicus, politicus, hoogleraar en rector magnificus te Leiden
- Conrad Emile Lambert Helfrich (1886-1962), Nederlands marineofficier, tijdens de Tweede Wereldoorlog commandant der Zeemacht in Nederlands-Indië
- Jur Haak (1891-1945), Nederlands voetballer en atleet
- Hendrik Sangster (1892-1971), Nederlands architect
- Hubertus van Mook (1894-1965), Nederlands bestuursambtenaar in Nederlands-Indië en minister
- Willem Jacob Luyten (1899-1994), astronoom
- Rob Nieuwenhuys (1908-1999), Nederlands letterkundige en schrijver
- Bertus Mooi Wilten (1913-1965), Nederlands zwemmer
- René Sparenberg (1918-2013), Nederlands hockeyspeler
- Helen van den Berg-Noë (1919-2001), kunsthistorica
- Leonard de Vries (1919-2002), Nederlands schrijver
- Anneke van der Graaf (1920-2009), Nederlands zangeres
- Paul Acket (1922-1992), Nederlands impresario en uitgever
- Reina Prinsen Geerligs (1922-1943), Nederlands schrijver en verzetstrijder
- Xenia Stad-de Jong (1922-2012), Nederlands atlete
- Richter Roegholt (1925-2005), Nederlands historicus
- Kitty Knappert (1929-2025), Nederlands actrice en danseres
- Nedly Elstak (1931-1989), Nederlands jazzmusicus
- Christel Adelaar (1935-2013), Nederlands actrice
- Max van Egmond (1936), Nederlands klassiek zanger (bas-bariton)
- Jan Willem Kelder (1949-2021), Nederlands officier bij de Koninklijke Marine
- Daniel Sahuleka (1950), Nederlands-Indonesisch zanger
- Retno Marsudi (1962), minister van buitenlandse zaken van Indonesië